# 英勇十字勋章
英勇十字勋章（法語：Croix de Guerre，有时法文小写意为「Cross of War」），為1915及1939年法國和比利时所設置的軍事勳徽，也被称作Oorlogskruis（荷兰）。被授予第一次世界大战期间和在第二次世界大战中，或在其他冲突中有英勇功績的军人、民众和城市。它最早产生于1915年，勋章为在这两个国家组成的一个广场2剑交横过，挂着一个用丝带不同程度的脚。